# Авторское право в Швейцарии
Авторское право Швейцарии базируется на концепции «прав автора». Современным законом об авторском праве Швейцарии является Швейцарский Федеральный закон об авторском праве 1992 года с его незначительными изменениями. В октябре 2007 года была утверждена новая редакция закона в целях реализации договора ВОИС по авторскому праву.
Авторские права в законодательстве Швейцарии длятся в течение 70 лет после смерти автора (50 лет после смерти автора на программы для ЭВМ). Для фотографий уровень защиты определен двумя решениями швейцарского Федерального Верховного Суда, в «Боб Марли» (2003) и делом «Мейли» (2004).
Некоторые документы лишены возможности пользоваться защитой авторских прав в Швейцарии. Это в основном касается официальных документов, таких как законы или указы.

## История
Первые теоретические публикации об авторском праве в Швейцарии датируются 1738 годом. Первое законодательство об авторском праве в Швейцарии было введено еще во времена французской оккупации в эпоху наполеоновских войн. Первый закон Об авторском праве, разработанный Швейцарии был закон кантона Тичино, вступивший в силу 20 марта 1835 года. Кантон Золотурн об авторском праве вступил в силу в 1847 году.
Первый Федеральный закон Об авторском праве в Швейцарии был принят швейцарским парламентом 23 апреля 1883 года и вступил в силу 1 января 1884 года.
В 1922 году первый Федеральный закон об авторском праве был заменен. Новый закон был принят парламентом 7 декабря 1922 года и вступил в силу 1 июля 1923 года. В нем уточняются права на произведения литературы и искусства, фотографические произведения и коллекции. Срок действия авторских прав оставался — 30 лет; ранее существующие произведения, которые не были охвачены законом были теперь также защищены авторским правом. Произведения, которые стали достоянием общественности только после смерти автора, были защищены авторским правом на срок 50 лет после смерти автора или срок 30 лет с тех пор, как они стали опубликованы. Закон охватывал произведения литературы и искусства, в том числе научные труды, карты и фотографии.
В 1955 году пересмотренный закон 1922 года продлил срок действия авторских прав с 30 до 50 лет с года смерти автора. Продление этого срока не имеют обратной силы и применяются только к произведениям, которые были защищены авторским правом в 1955 году.
В 2004 году был вторично пересмотрен закон швейцарского авторского права с целью приведения в соответствие с договором ВОИС по авторскому праву и договором ВОИС по Фонограммам. Закон был одобрен обеими палатами швейцарского парламента 5 октября 2007 года. Пересмотренный закон вступил в силу с 1 июля 2008 года.

## Срок защиты авторских прав
Защита авторских прав на охраняемые произведения истекает через 70 лет после смерти автора в соответствии со швейцарским законодательством, за исключением программ для ЭВМ, которые охраняются в течение 50 лет после смерти автора. Дата смерти последнего автора является актуальной в случаях соавторства. Срок 50 или 70 лет защиты отсчитывается, начиная с конца года, когда автор (или последний автор) умер. Произведения неизвестных авторов входят в общественное достояние через 70 лет после даты публикации.
Швейцарское законодательство также защищает права исполнителей произведений; срок действия охраны составляет 50 лет, начиная с конца года, когда были выполнены работы.

## Отсутствие оригинальности

Выступление певца Боба Марли

Кристофер Мейли. Согласно решению суда, фотография Кристофа Мейли не оригинальна

В 2003 году Федеральный верховный суд Швейцарии рассматривал вопросы охраны авторских прав, касающихся литературных или художественных произведений. Поднимался вопрос в связи с защитой авторского права фотографии Кристофера Мейли. Считалось, что фотография выступления Боба Марли не имеет достаточной оригинальности, чтобы обеспечить ее автора охраной швейцарским законодательством. При этом отмечалось, что авторский закон защищает «творения ума, которые имеют индивидуальный характер». В своем решении Федеральный верховный суд установил, что картинка выступления певца имеет необходимый индивидуальный характер в силу ее эстетической привлекательности, особенностям распределения в ней света и тени. Суд постановил, что фотография должна быть защищена авторским правом.
В суде от 2004 года, касающегося фотографии Кристофера Мейли с документами его работодателя, отмечалось, что в ней не хватает оригинальности и индивидуального характера. При съемке не были использованы концептуальные и технические возможности фотографа. В ней нет авторского выражения мысли. Суд посчитал, что изображение не защищается авторским правом. Следствием этих решений суда была попытка обобщить судебную практику Федерального суда Швейцарии по порогу оригинальности.

## Авторское право и интернет
Авторское право в Швейцарии, базирующееся на Бернской конвенции по охране литературных и художественных произведений, адаптировано к условиям информационного общества с его новейшими компьютерными технологиями.
Особенностью современного Швейцарского авторского права является то, что здесь государство встало на сторону пользователей интернета. В октябре 2011 года швейцарское правительство постановило, что бесплатное копирование авторской продукции в интернете является законным и не должно преследоваться правообладателями. Постановление правительства было вынесено на основе прецедента, касающегося решения швейцарского суда, рассмотревшего иск производителей развлекательного
компьютерного контента (компьютерных игр, музыки, фильмов, книг), которые требовали ограничить использование новых компьютерных технологий для копирования и распространения авторских материалов в интернете, ссылаясь на то, что это уменьшает их доходы от продаж.
В процессе рассмотрения дела в суде было установлено, что треть граждан Швейцарии старше 14 лет копирует контрафактные
фильмы, музыку, игры, книги и другие информационные продукты из интернета, но при этом финансовые расходы этих людей на покупку легальной продукции не уменьшаются, а бюджет, предназначенный для приобретения развлекательного контента, остается стабильным. Таким образом, свободная «пиратская» загрузка продукции из интернета носит только дополнительный характер, а сэкономленные на этом деньги люди тратят на покупку легальной продукции. Интересы правообладателей работ при этом практически никак не страдают. Это решение швейцарского суда, который встал на защиту интернет-пользователей от юридических претензий со стороны правообладателей, явилось логическим продолжением решений предыдущего суда.
В сентябре 2010 года постановлением швейцарского суда было запрещено отслеживать частные IP-адреса пользователей файлообменных сайтов на том только основании, что это личная информация. Запрет на отслеживание адресов лишило правообладателей возможности сбора доказательств о нарушителях их прав. В ноябре 2011 года швейцарский суд пошел еще дальше. Суд рассмотрел вопрос о законности копирования контента из интернета без разрешения правообладателей и вынес положительное решение. Это решение суда автоматически блокировало в Швейцарии антипиратские инициативы (например,
фильтрацию трафика для отслеживания файлообменщиков или получение правообладателями отчислений от общей оплаты трафика), также поддержанные на государственном уровне в других странах.
Швейцарское руководство разделяет позиции Суда Европейского Союза и признает незаконными фильтрацию и блокирование интернет контента как действия, нарушающие права человека на свободу слова и неприкосновенность персональных данных. В отношении ограничений в сфере доступа к информации в интернете здесь признано недопустимой практика жестких мер, принятых французским законом — о «трех предупреждениях» (HADOPI), согласно которому пользователи интернета, уличенные в копировании нелегального контента подвергаются штрафным санкциям вплоть до запрета доступа в компьютерную сеть.
Правительство Швейцарии считает, что «современные информационные технологии изменили подходы к распространению информации, производители контента должны ориентироваться на новые компьютерные технологии и создавать новые бизнес-модели, которые будут удобными для пользователей и выгодными для авторов и правообладателей». Несмотря на претензии международного совета по борьбе с пиратством при конгрессе США (IAPC) решения правительства Швейцарии остается в силе и защищают право интернет-пользователей на свободный доступ к информации в интернете.
Правозащитная организация «Фонд электронных рубежей» (Electronic Frontier Foundation, EFF) создала интернет-проект Global Chekepoints, чтобы показать, как в современном мире права интеллектуальной собственности часто не просто не выполняют свою основную функцию, но становятся инструментом для ограничения прав человека на свободу слова и распространения информации.

## Официальные документы
Находящиеся в открытом доступе:
- законы, указы, международные договоры или иные официальные акты
- решения, протоколы или отчеты государственных органов

Фотографии, сделанные для этих документов также находятся в открытом доступе, тем не менее:
- фотографии из официального документа могут представлять собой охраняемое произведение, если фотография достаточно оригинальна;
- фотографии, взятые из официального документа, возможно, были защищены кем-то другим и воспроизведены с разрешения автора в официальном документе.

#### Защита авторских прав в фотографии
- Friedli, Lukas: Gibt es das Bildzitat im schweizerischen URG?, in: Jusletter 24. April 2006
- Hug, Gitti: Bob Marley vs Christoph Meili. Ein Schnappschuss. In: Sic! Zeitschrift für Immaterialgüter-, Informations- und Wettbewerbsrecht 1/2005. Schulthess, pp. 57-65; ISSN 1422-2019.
- Schütz, Christoph: Fotografie und Urheberrecht: Ein Sorgenkind im Wettstreit der Therapeuten, in: Sic! Zeitschrift für Immaterialgüter-, Informations- und Wettbewerbsrecht 5/2006. Schulthess, pp. 36-75; ISSN 1422-2019.
- Wild, Gregor: Urheberrechtsschutz der Fotografie, in: Sic! Zeitschrift für Immaterialgüter-, Informations- und Wettbewerbsrecht 2/2005. Schulthess, pp. 87-95; ISSN 1422-2019.